# HIDEKI ADVENTURE IN THE REEF/西城秀樹 青の世界 グレート・バリア・リーフ
『HIDEKI ADVENTURE IN THE REEF/西城秀樹 青の世界 グレート・バリア・リーフ』（ヒデキ アドベンチャー イン ザ リーフ/サイジョウヒデキ　アオノセカイ　グレート・バリア・リーフ）は1987年6月21日にレーザーディスクおよびVHSで発売された西城秀樹のバックグラウンドビデオ（BGV）作品である。

## 内容
カバー・アルバム『Strangers in the Night』全9曲から『Teach Me Tonight』を除く8曲とオリジナル楽曲2曲をバックに、グレートバリアリーフの景観を陸上と海中から捕らえ、JP（日本職業潜水教師協会）から発行されたスクーバダイビングのアドバンスライセンスを持つ西城自身のダイビング風景が映像化されている。本作発表の13年後の2000年、西城は更にランクの高いインストラクターライセンスをCMASから取得している。

## 収録曲
全編曲：林有三（1,9,11以外）
1. PACIFIC(Instrumental)
作曲・編曲：後藤次利
『背中からI Love You』B面『パシフィック』
2. What a Difference a Day Made
作詞：Stanley Adams
作曲：Maria Grever
3. Memories of You
作詞：Andy Razaf
作曲：Eubie Blake
4. When a Man Loves a Woman
作詞：A.Wright
作曲：C.Lewis
5. The Shadow of Your Smile
作詞：Paul Francis Webster
作曲：Johnny Mandel
6. You Are the Love of My Life
作詞：Michel Masser
作曲：Linda Creed
7. Strangers in the Night
作詞：Charles Singleton & Eddie Snyder
作曲：Bert Kaempfert
8. The Christmas Song
作詞：Robert Wells and Mel Tormé
作曲：Mel Tormé
9. YUME NO SASAYAKI
作詞：大津あきら
作曲：鈴木キサブロー
編曲：山川恵津子
アルバム『FROM TOKYO』収録曲
10. In My Life
作詞・作曲：Lennon-McCartney
11. PACIFIC
作詞：売野雅勇
作曲・編曲：後藤次利
『背中からI Love You』B面『パシフィック』